# Código aeroportuário ICAO

Bandeira do ICAO.

Mapa das regiões ICAO pela primeira letra do código.

O código aeroportuário ICAO é um código composto por quatro letras que designa aeroportos em todo o mundo, contando com 180 países  membros. É definido pela Organização da Aviação Civil Internacional (em inglês, International Civil Aviation Organization - ICAO) sendo fundada em 1947 pelo Documento 7910.
Vale lembrar que os códigos ICAO são diferentes dos códigos IATA.